# Stachyris oglei
A Stachyris oglei a madarak osztályának verébalakúak (Passeriformes) rendjébe és a timáliafélék (Timaliidae) családjába tartozó faj.

## Rendszerezése
A fajt Henry Haversham Godwin-Austen brit ornitológus írta le 1877-ben, az Actinura nembe Actinura Oglei néven.

## Előfordulása
Dél-Ázsiában, India és Mianmar területén honos. Természetes élőhelyei a szubtrópusi vagy trópusi síkvidéki esőerdők és cserjések. Állandó, nem vonuló faj.

## Megjelenése
Testhossza 15 centiméter, testtömege 28-36 gramm.

## Természetvédelmi helyzete
Az elterjedési területe kicsi, egyedszáma  2500-9999  példány közötti és csökken. A Természetvédelmi Világszövetség Vörös listáján sebezhető fajként szerepel.